# A Korall-tengeri csata csatarendje
Ez a korall-tengeri csata csatarendje.

## Japánerők
"MO" csapásmérő erő 
- Hordozós csapásmérő erő - Takeo Takagi tengernagy
5. Hordozós Csoport - Hara Suicsi Ellentengernagy, taktikai parancsnok.
  - Sókaku repülőgép-hordozó - kapitány Josima Takadzsi
    - Légi Csoport: Takahashi Kakuichi főhadnagy (18 A6M Zero - Hoashi Takumi hadnagy, 21 D3A1 - Yamaguchi Masao hadnagy, 19 B5N2 - Ichihara Tatsuo hadnagy)

  - Dzuikaku repülőgép-hordozó - kapitány Yokokawa Ichibei
    - Légi Csoport: Shimazaki Shigekazu főhadnagy (20 A6M Zero - Okajima Kiyohuma hadnagy, 22 D3A1 - Ema Tamatsu hadnagy, 23 B5N2 - Subota Yoshiaki hadnagy)

  - 5. Cirkáló Divízió - Takeo Takagi tengernagy
    - Myoko, és Haguro nehézcirkálók
    - 7. Romboló Divízió
      - Ushio, és Akebono torpedórombolók

    - 27.Romboló Divízió
      - Arieke, Yugure, Shigure és Shiratsuyu torpedórombolók

    - Toho Maru olaj-tartályhajó
- Tulagi Inváziós Csoport - Shima Kiyohide ellentengernagy
  - Okinoshima és Koei Maru aknarakók
    - Azumasan Maru szállítóhajó
    - Kikuzuki és Yuzuki torpedórombolók
    - Wa #1, Wa #2, Hagoromo Maru, Noshiro Maru #2 és Tama Maru aknaszedők